# Куп Југославије у фудбалу 1968/69.
Куп Југославије у фудбалу 1968/69. је такмичење у коме је учествовало укупно 2250 екипа. У завршницу се пласирало 16 клубова (и то 7 из Србије, 4 из Хрватске, 2 из Босне и Херцеговине и по један клуб из Црне Горе, Македоније и Словеније).

## Осмина финала
| Утак. | Клуб, Место         | Резултат | Клуб, Место           |
| ----- | ------------------- | -------- | --------------------- |
| 1.    | Борово              | 0:2      | Црвена звезда Београд |
| 2.    | Будућност Титоград  | 2:3 п.п. | Партизан Београд      |
| 3.    | Хајдук Сплит        | 3:1      | Слобода Тузла         |
| 4.    | Напредак Крушевац   | 2:0      | Вардар Скопље         |
| 5.    | Раднички Ниш        | 0:1      | Динамо Загреб         |
| 6.    | Ријека              | 1:0      | Бор                   |
| 7.    | Војводина Нови Сад  | 1:3      | Бачка Бачка Паланка   |
| 8.    | Жељезничар Сарајево | 1:0      | Олимпија Љубљана      |

## Четрвртфинале
| Утак. | Клуб, Место           | Резултат | Клуб, Место         |
| ----- | --------------------- | -------- | ------------------- |
| 1.    | Бачка Бачка Паланка   | 1:2 п.п. | Хајдук Сплит        |
| 2.    | Динамо Загреб         | 1:0      | Жељезничар Сарајево |
| 3.    | Партизан Београд      | 2:1      | Ријека              |
| 4.    | Црвена звезда Београд | 4:0      | Напредак Крушевац   |

## Полуфинале
| Утак. | Клуб, Место           | Резултат    | Клуб, Место   |
| ----- | --------------------- | ----------- | ------------- |
| 1.    | Црвена звезда Београд | 1:0         | Хајдук Сплит  |
| 2.    | Партизан Београд      | 0:0 2:4 пен | Динамо Загреб |

## Финале
| Утак. | Клуб, Место   | Резултат | Клуб, Место  |
| ----- | ------------- | -------- | ------------ |
| 1.    | Динамо Загреб | 3:3 п.п. | Хајдук Сплит |

| Домаћи клуб                              | Резултат | Гостујући клуб |
| ---------------------------------------- | --- | --- |
| Динамо Загреб                            | 3 : 3 п.п. 2 : 2 (1 : 1) | Хајдук Сплит |
| Датум                                    | 31. мај, 1969. | 31. мај, 1969. |
| Стадион                                  | Стадион ЈНА, Београд | Стадион ЈНА, Београд |
| Гледалаца                                | 20.000 | 20.000 |
| Судија                                   | Миливоје Гугуловић (Ниш) | Миливоје Гугуловић (Ниш) |
| НК Динамо Загреб (тренер: Ивица Хорват)  | Фахрија Даутбеговић, Бранко Грачанин, Рудолф Цвек (Маријан Брнчић), Рудолф Белин, Младен Рамљак, Јосип Гуцмиртл, Денијал Пирић, Филип Блашковић, Краснодар Рора, Славен Замбата, Маријан Черчек (Маријан Новак) | Фахрија Даутбеговић, Бранко Грачанин, Рудолф Цвек (Маријан Брнчић), Рудолф Белин, Младен Рамљак, Јосип Гуцмиртл, Денијал Пирић, Филип Блашковић, Краснодар Рора, Славен Замбата, Маријан Черчек (Маријан Новак) |
| НК Хајдук Сплит (тренер: Душан Ненковић) | Анте Сирковић, Драган Холцер, Винко Куци, Иван Буљан, Мирослав Бошковић, Александар Ристић, Иван Хлевњак, Мирослав Вардић, Петар Надовеза, Џемалудин Мушовић, Иван Павлица (Младен Матијанић)                   | Анте Сирковић, Драган Холцер, Винко Куци, Иван Буљан, Мирослав Бошковић, Александар Ристић, Иван Хлевњак, Мирослав Вардић, Петар Надовеза, Џемалудин Мушовић, Иван Павлица (Младен Матијанић)                   |
| Стрелци                                  | 0:1 Павлица 16', 1:1 Гуцмиртл 23', 2:1 Замбата 71', 2:2 Бошковић 74', 2:3 Вардић 85', 3:3 Замбата 110' | 0:1 Павлица 16', 1:1 Гуцмиртл 23', 2:1 Замбата 71', 2:2 Бошковић 74', 2:3 Вардић 85', 3:3 Замбата 110' |

### Поновљена утакмица
| Утак. | Клуб, Место   | Резултат | Клуб, Место  |
| ----- | ------------- | -------- | ------------ |
| 1.    | Динамо Загреб | 3:0      | Хајдук Сплит |

| Домаћи клуб                              | Резултат | Гостујући клуб |
| ---------------------------------------- | --- | --- |
| Динамо Загреб                            | 3 : 0 (1 : 0) | Хајдук Сплит |
| Датум                                    | 19. јун, 1969. | 19. јун, 1969. |
| Стадион                                  | Стадион ЈНА, Београд | Стадион ЈНА, Београд |
| Гледалаца                                | 15.000 | 15.000 |
| Судија                                   | Миливоје Гугуловић (Ниш) | Миливоје Гугуловић (Ниш) |
| НК Динамо Загреб (тренер: Ивица Хорват)  | Фахрија Даутбеговић, Бранко Грачанин, Рудолф Цвек, Рудолф Белин, Младен Рамљак, Јосип Гуцмиртл, Денијал Пирић, Филип Блашковић, Краснодар Рора (Драго Вабец), Славен Замбата, Маријан Новак (Маријан Черчек)   | Фахрија Даутбеговић, Бранко Грачанин, Рудолф Цвек, Рудолф Белин, Младен Рамљак, Јосип Гуцмиртл, Денијал Пирић, Филип Блашковић, Краснодар Рора (Драго Вабец), Славен Замбата, Маријан Новак (Маријан Черчек)   |
| НК Хајдук Сплит (тренер: Душан Ненковић) | Радомир Вукчевић, Драган Холцер, Винко Куци (Петар Боначић), Иван Буљан (Петар Надовеза), Мирослав Бошковић, Александар Ристић, Иван Хлевњак, Мирослав Вардић, Мирослав Ферић, Џемалудин Мушовић, Иван Павлица | Радомир Вукчевић, Драган Холцер, Винко Куци (Петар Боначић), Иван Буљан (Петар Надовеза), Мирослав Бошковић, Александар Ристић, Иван Хлевњак, Мирослав Вардић, Мирослав Ферић, Џемалудин Мушовић, Иван Павлица |
| Стрелци                                  | 1:0 Белин 18', 2:0 Замбата 85', 3:0 Вабец 90' | 1:0 Белин 18', 2:0 Замбата 85', 3:0 Вабец 90' |

| Победник Купа Југославије у фудбалу 1968/69. |
| -------------------------------------------- |
| НК Динамо Загреб 5. титула.                  |

## Резултати победника Купа Југославије 1968/69. уКупу победника купова 1969/70.
| Ранг         | Клуб           | Држава    | укупан рез. | Држава       | Клуб              | 1. утак. | 2. утак. |
| ------------ | -------------- | --------- | ----------- | ------------ | ----------------- | -------- | -------- |
| Прво коло    | Динамо Загреб  | СФРЈ      | 3:0         | Чехословачка | Слован Братислава | 3:0      | 0:0      |
| Друго коло   | Олимпик Марсеј | Француска | 1:3         | СФРЈ         | Динамо Загреб     | 1:1      | 0:2      |
| Четвртфинале | Динамо Загреб  | СФРЈ      | 1:4         | Немачка      | Шалке 04          | 1:3      | 0:1      |